# Ebolowa
Ebolowa er en by i den sydvestlige del af Cameroun med 60.360 indbyggere ifølge et skøn fra 2005. Det er hovedstaden i regionen Sud, og havde i 2005 60.360 indbyggere.

## Historie
Ebolowa ligger i området hvor Bulufolket bor, en etnisk gruppe beslægtet med Ewondo og tilhører Beti-gruppen. Boulou-regionen blev gradvist bragt under tysk suverænitet i slutningen af det 19. århundrede og endelig pacificeret efter det såkaldte Bulu-oprør (1899/1900). En tysk militærstation blev etableret i Ebolowa i 1899. Efter urolighederne ophørte, blev det sæde for det uafhængige militærdistrikt Ebolowa, som blev udvidet i 1908 til at omfatte dele af det opløste distrikt Lolodorf. I 1913 blev garnisonen trukket tilbage, og distriktet blev omdannet til et civilt distriktskontor. Som sæde for den lokale regering blev Ebolowa det vigtigste handelscenter for gummihandel i det sydvestlige Cameroun.

## Literatur
- Florian Hoffmann: Okkupation und Militärverwaltung in Kamerun. Etablierung und Institutionalisierung des kolonialen Gewaltmonopols 1891–1914. Cuvillier, Göttingen 2007.